# Alla ricerca della Valle Incantata 7 - La pietra di fuoco freddo
Alla ricerca della Valle Incantata 7 - La pietra di fuoco freddo (The Land Before Time VII: The Stone of Cold Fire) è il settimo film della serie Alla ricerca della Valle Incantata.

## Trama
Piedino è l'unico testimone della caduta di un meteorite dall'aspetto piuttosto insolito, che è atterrato da qualche parte nelle Montagne Fumanti. Quando racconta quello che ha visto nessuno gli crede, ma due misteriosi dinosauri insistono che il giovane dinosauro sta dicendo la verità.
In mezzo alla folla che assiste al discorso di Piedino e dei due sconosciuti, l'ambiguo e disonesto zio materno di Petrie Pterano, che mira a raggiungere una particolare roccia chiamata "Pietra di Fuoco Freddo" per impossessarsi dei poteri che essa potrebbe contenere, convince Petrie a ottenere informazioni dettagliate su dove è precipitata la meteora.
Una notte Ducky viene a conoscenza dei piani di Pterano e due suoi complici, il cearadattilo Sierra e il ranforinco Rinkus, e quindi viene rapita dai tre pterosauri. A quel punto, gli adulti decidono di dire ai quattro la verità, risalente al periodo in cui i cuccioli erano stati separati dal branco, poco prima di trovare la Valle Incantata: il branco si era appena formato, e per decidere dove dirigersi senza contrasti, i membri avevano deciso di dare ad ognuno la stessa autorità sugli altri; purtroppo Pterano, all'epoca un loro membro, non era soddisfatto di questo perché, convinto di saperne più degli altri in quanto capace di volare, si riteneva in diritto di guidare tutti; alcuni membri decisero di fidarsi, e lasciarono che lui li portasse in un luogo dove poter vivere, ma purtroppo lì il gruppo fu attaccato da dei dentiaguzzi (Velociraptor) che uccisero tutti meno Pterano stesso, che volò via, tornando dai genitori dei cuccioli ma rifiutando qualsiasi responsabilità, sostenendo di non aver sbagliato nulla. Per questo gli adulti non si sono più fidati di Pterano, che pur volendo comandare, oltre a non dimostrare di non riuscire a tenere al sicuro chi lo seguisse, si dimostrò inoltre incapace di assumersi le responsabilità, a seguito del suo grave errore. Sentendo questa storia, Petrie capisce anche lui di essersi sbagliato a fidarsi dello zio. Poiché gli adulti sembrano duri a decidersi, Piedino, Tricky, Petrie e Spike decidono di partire per salvare Ducky da soli. Intanto, Pterano, Rinkus e Sierra arrivano in una zona con delle rapide e durante un battibecco Ducky, scappando, cade in una caverna sotterranea.
Dopo un po' di tempo, lei viene finalmente ritrovata da Piedino, Tricky, Spike e Petrie, però viene nuovamente rapita dai suoi tre rapitori, e sferrando un morso a Sierra, cade nel fiume e viene aiutata anche questa volta dai suoi quattro amici. Più tardi, scoppia un temporale e Piedino, Tricky, Ducky, Petrie e Spike si riparano alle pendici del Picco Tricorno, scoprendo che i due dinosauri misteriosi vogliono dar loro una mano.
Spinti da un geyser, i cinque dinosaurini arrivano sulla cima del vulcano, dove è piombata la Pietra di Fuoco Freddo. Ma arrivano Sierra, Rinkus e Pterano che poi cerca di trarre i suoi agognati poteri dalla meteorite, ma non riesce. Infuriati, Rinkus e Sierra, cercando di avere i fantomatici poteri dalla Pietra di Fuoco Freddo con sassate, provocano la minaccia del vulcano di saltare in aria e Pterano salva Ducky da una caduta nel vuoto. Al momento dell'eruzione, la madre di Petrie e un grosso Quetzalcoatlus volano con Pterano e la nostra eroica banda a bordo. Mentre tutti se ne vanno, Sierra e Rinkus, continuando con le sassate sulla Pietra di Fuoco Freddo, vengono sbalzati in aria e folgorati dalla sua esplosione.
Al ritorno, nonostante l'atto coraggioso, Pterano viene esiliato dalla Valle Incantata, ma solo per cinque anni, nel Misterioso Aldilà e Piedino comprende che la Pietra di Fuoco Freddo non era altro che un normale asteroide. Calata la notte, i due misteriosi dinosauri gli dicono che il mondo ha sempre nuove meraviglie e misteri, dopodiché si dissolvono in un raggio di luce e spariscono nel cielo.

## Doppiaggio
| Personaggio               | Doppiatore originale | Doppiatore italiano      |
| ------------------------- | -------------------- | ------------------------ |
| Piedino                   | Thomas Dekker        | Sonia Mazza              |
| Petrie                    | Jeff Bennett         | Davide Garbolino         |
| Ducky                     | Aria Noelle Curzon   | Debora Magnaghi          |
| Tricky                    | Anndi McAfee         | Roberta Gallina Laurenti |
| Nonna                     | Miriam Flynn         | Annamaria Mantovani      |
| Nonno                     | Kenneth Mars         | Antonio Guidi            |
| Spike                     | Rob Paulsen          | Pietro Ubaldi            |
| Pterano                   | Michael York         | Riccardo Lombardo        |
| Sierra                    | Jim Cummings         | Diego Sabre              |
| Rinkus                    | Rob Paulsen          | Stefano Albertini        |
| Mamma di Petrie           | Tress MacNeille      | Marcella Silvestri       |
| Faccia Arcobaleno femmina | Patti Deutsch        | Dania Cericola           |
| Faccia Arcobaleno maschio | Charles Kimbrough    | Sergio Romanò            |
| Padre di Tricky           | John Ingle           | Marco Balzarotti         |
| Mamma di Ducky            | Tress MacNeille      |                          |